# Nicolás Echevarría
Nicolás Echevarría (né le 8 août 1947 à Tepic, Nayarit, au Mexique) est un réalisateur mexicain.

## Filmographie

### Fiction
- 1980 : Poetas campesinos
- 1988 : Sor Juana Inez de la Cruz
- 1988 : De la calle
- 1990 : Cabeza de Vaca
- 1996 : Los enemigos
- 2001 : Vivir mata

### Documentaire
- 1973 : Judea
- 1976 : Los conventos franciscanos en el antiguo señorio Teochichimeca
- 1976 : Hay hombres que respiran luz
- 1978 : María Sabina: mujer espíritu
- 1979 : Teshuinada, semana santa Tarahumara
- 1981 : Niño Fidencio, el taumaturgo de Espinoza
- 1982 : Flor y canto
- 1983 : Hikure-tame
- 1983 : San Cristobal
- 1986 : La cristiada
- 1992 : Las puertas del tiempo
- 1992 : Ballet nacional de México
- 1992 : La pasión de Iztapalapa
- 1992 : Viaje redondo, semblanza de Luis González y González
- 2004 : Maximiliano y Carlota I: El sueño imperial
- 2004 : Maximiliano y Carlota II: El poder y la alcoba
- 2004 : Maximiliano y Carlota III: Tragedia en Querétaro
- 2014 : Eco de la montaña[1]